# Natters
Natters è un comune austriaco di 2 009 abitanti nel distretto di Innsbruck-Land, in Tirolo.